# Fortitudo Mozzecane Calcio Femminile 2019-2020
Questa voce raccoglie le informazioni riguardanti la Associazione Sportiva Dilettantistica Fortitudo Mozzecane Calcio Femminile nelle competizioni ufficiali della stagione 2019-2020.

## Stagione
La stagione si apre con alcune novità; a livello societario vengono mutate alcune cariche del direttivo, viene presentato un nuovo logo e l'8 luglio viene comunicato un accordo di collaborazione con il Chievo maschile, così come la società clivense aveva intrapreso con il Valpolicella iscrivendo la squadra con la denominazione ChievoVerona Valpo dalla stagione 2018-2019.
La decisione delle due società di non proseguire questa collaborazione, causando la sparizione del ChievoVerona Valpo e la sua non iscrizione al campionato di Serie A 2019-2020, consente al Fortitudo Mozzecane di acquisire da questa il tecnico Diego Zuccher e quattro giocatrici da tutti i reparti, Lisa Faccioli in difesa, Daiana Mascanzoni e Sara Tardini da schierare a centrocampo e la plurititolata ed ex nazionale Valentina Boni nel reparto offensivo, ai quali si aggiunge il portiere Margherita Salvi, anche lei di provenienza da una società oramai dissolta, il Mozzanica.
Nella prima parte del girone d'andata la squadra fatica a dimostrare competitività, inanellando nelle prime otto partite due vittorie, un pareggio e cinque sconfitte e sccendendo fino al decimo posto in classifica, ad un passo dalla zona retrocessione, risultati che portano all'esonero del tecnico Zuccher dopo la sconfitta casalinga per 3-2 con il San Marino e la sua sostituzione con Moreno Dalla Pozza, già allenatore di Pro San Bonifacio e Cittadella
A seguito dello svilupparsi della pandemia di COVID-19 che ha colpito l'Italia dal mese di febbraio, la partita della quindicesima giornata di campionato contro la Roma CF era stata rinviata. Qualche giorno dopo è stata rinviata anche la partita valida per la sedicesima giornata di campionato contro il Ravenna. Il 10 marzo 2020 venne comunicata dalla FIGC una prima sospensione di tutte le attività agonistiche della LND fino al 3 aprile successivo, conseguentemente a quanto disposto dal Governo per decreto ministeriale. Seguirono una serie di proroghe della sospensione delle attività agonistiche, finché il 20 maggio 2020 venne comunicata la sospensione definitiva delle competizioni sportive organizzate dalla FIGC. La classifica finale è stata definitiva sulla base della classifica al momento della sospensione definitiva del campionato, alla quale sono stati applicati dei criteri correttivi: la Fortitudo Mozzecane ha così concluso il campionato di Serie B al sesto posto con 31,429 punti finali.

## Divise e sponsor
L'accordo societario con il ChievoVerona influisce anche nella tenuta da gioco, adottando lo schema adottato dalla squadra maschile. Lo sponsor tecnico e fornitore dell'abbigliamento sportivo è Givova mentre lo sponsor principale è Dolcefrutta Group.
| Casa | Trasferta | Terza tenuta |

## Organigramma societario
Organigramma tratto dal sito ufficiale della società, aggiornato al 2 agosto 2019.
Area amministrativa
- Presidente: Giuseppe Boni
- Vicepresidente: Alice Bianchini
- Segretario: Francesco De Giorgio
- Dirigente, cassiere, Team Manager prima squadra: Deila Boni
- Dirigente, direttore sportivo e responsabile squadre: Valeriano Bragantini

Area tecnica
- Allenatore: Diego Zuccher (1ª-8ª giornata)
- Allenatore: Moreno Dalla Pozza (dalla 9ª giornata)
- Allenatore in seconda:
- Preparatore dei portieri:

## Rosa
Rosa e ruoli dei rinnovi e nuovi acquisti tratti dal sito ufficiale, aggiornati al 2 agosto 2019.
| N. |                   | Ruolo | Calciatrice        |
| -- | ----------------- | ----- | ------------------ |
|    | Italia (bandiera) | P     | Francesca Olivieri |
|    | Italia (bandiera) | P     | Margherita Salvi   |
|    | Ghana (bandiera)  | D     | Joyce Asamoah      |
|    | Italia (bandiera) | D     | Lucia Bonfante     |
|    | Italia (bandiera) | D     | Giulia Caliari     |
|    | Italia (bandiera) | D     | Lisa Faccioli      |
|    | Italia (bandiera) | D     | Letizia Malvezzi   |
|    | Italia (bandiera) | D     | Chiara Mele        |
|    | Italia (bandiera) | D     | Camilla Pavana     |
|    | Italia (bandiera) | D     | Alessia Pecchini   |
|    | Italia (bandiera) | D     | Francesca Salaorni |
|    | Italia (bandiera) | C     | Alexa Benincaso    |
|    | Italia (bandiera) | C     | Giorgia Bertolotti |

| N. |                   | Ruolo | Calciatrice           |
| -- | ----------------- | ----- | --------------------- |
|    | Italia (bandiera) | C     | Valentina Boni        |
|    | Italia (bandiera) | C     | Sara Bottigliero      |
|    | Italia (bandiera) | C     | Zoe Caneo             |
|    | Italia (bandiera) | C     | Silvia Carraro        |
|    | Italia (bandiera) | C     | Daiana Mascanzoni     |
|    | Italia (bandiera) | C     | Sabrina Rigon         |
|    | Italia (bandiera) | C     | Sara Tardini          |
|    | Malta (bandiera)  | A     | Ylenia Carabott       |
|    | Italia (bandiera) | A     | Stefania Dallagiacoma |
|    | Italia (bandiera) | A     | Giulia Faccio         |
|    | Italia (bandiera) | A     | Alice Martani         |
|    | Italia (bandiera) | A     | Angela Mele           |
|    | Italia (bandiera) | A     | Rachele Peretti       |

## Calciomercato

### Sessione estiva
| Acquisti | Acquisti          | Acquisti               | Acquisti   |
| R.       | Nome              | da                     | Modalità   |
| -------- | ----------------- | ---------------------- | ---------- |
| P        | Margherita Salvi  | Mozzanica              | svincolata |
| A        | Joyce Asamoah     | Soweto Fabulous Ladies | svincolata |
| D        | Lisa Faccioli     | ChievoVerona Valpo     | svincolata |
| D        | Daiana Mascanzoni | ChievoVerona Valpo     | svincolata |
| C        | Sara Tardini      | ChievoVerona Valpo     | svincolata |
| A        | Valentina Boni    | ChievoVerona Valpo     | svincolata |
| A        | Ylenia Carabott   | Birkirkara             | svincolata |

| Cessioni | Cessioni         | Cessioni | Cessioni   |
| R.       | Nome             | a        | Modalità   |
| -------- | ---------------- | -------- | ---------- |
| P        | Giulia Meleddu   | Brescia  | svincolata |
| D        | Chiara Groff     | Napoli   | ???        |
| C        | Elisa Cinti      |          | svincolata |
| A        | Martina Borg     |          | svincolata |
| A        | Martina Gelmetti |          | svincolata |
| A        | Romina Pinna     |          | svincolata |

### Sessione invernale
| Acquisti | Acquisti | Acquisti | Acquisti |
| R.       | Nome     | da       | Modalità |
| -------- | -------- | -------- | -------- |
|          |          |          |          |

| Cessioni | Cessioni         | Cessioni | Cessioni   |
| R.       | Nome             | a        | Modalità   |
| -------- | ---------------- | -------- | ---------- |
| D        | Letizia Malvezzi |          | svincolata |
| D        | Camilla Pavana   | Napoli   | svincolata |
| C        | Sabrina Rigon    |          | svincolata |

## Risultati

### Serie B

#### Girone di andata
| Arbitro: | Alessio Marra (Mantova) |

|                                |           |  |
| Dallagiacoma 33’ Boni 54’, 70’ | Marcatori |  |

| Arbitro: | Fabio Cevenini (Siena) |

|               |           |  |
| Pittaccio 28’ | Marcatori |  |

| Arbitro: | Alessandro Negrello (Finale Emilia) |

|                                              |           |                                               |
| Dallagiacoma 14’ Peretti 33’ Boni 83’ (rig.) | Marcatori | 7’, 46’ Rognoni 15’ (aut.) Faccioli 75’ Dossi |

| Roma 3 novembre 2019, ore 14:30 CET 4ª giornata | Roma CF                            | 0 – 0 referto | Fortitudo Mozzecane | Centro sportivo Certosa\| Arbitro: \| Gerardo Garofalo (Torre del Greco) \| |
| Arbitro:                                        | Gerardo Garofalo (Torre del Greco) |               |                     |                                                                             |

| Arbitro: | Davide Giacometti (Gubbio) |

|             |           |  |
| Cimatti 30’ | Marcatori |  |

| Villafranca di Verona 24 novembre 2019, ore 14:30 CET 6ª giornata | Fortitudo Mozzecane | 1 – 0 referto | Cittadella | Stadio comunale |
| \| \| \| \| \| Bertolotti 37’ \| Marcatori \| \|                  |                     |               |            |                 |
|                                                                   |                     |               |            |                 |
| Bertolotti 37’                                                    | Marcatori           |               |            |                 |

| Arbitro: | Finzi (Foligno) |

|                                                   |           |                |
| Chatzīnikolaou 7’ Gelmetti 35’, 57’, 64’ Coda 50’ | Marcatori | 50’ Mascanzoni |

| Arbitro: | Papale (Torino) |

|                                   |           |                                                 |
| Mascanzoni 64’ Dallagiacoma 90+1’ | Marcatori | 27’ Di Luzio 48’ Rigaglia 90+5’ (rig.) Barbieri |

| Arbitro: | Gasperotti (Rovereto) |

|                                       |           |                     |
| Dallagiacoma 40’, 45’ Boni 61’ (rig.) | Marcatori | 50’ Piai 67’ Frizza |

| Arbitro: | Di Loreto (Terni) |

|          |           |                  |
| Cama 90’ | Marcatori | 15’ Dallagiacoma |

| Arbitro: | Frosi (Treviglio) |

|                                                                                |           |  |
| Martani 6’ Carraro 12’ Boni 43’ Dallagiacoma 47’ Mascanzoni 55’ Carabott 90+2’ | Marcatori |  |

#### Girone di ritorno
| Arbitro: | Campagni (Firenze) |

|  |           |                                |
|  | Marcatori | 6’, 55’ Martani 65’ Mascanzoni |

| Arbitro: | Pistarelli (Fermo) |

|  |           |                                               |
|  | Marcatori | 34’, 67’ Visentin 49’ Lombardozzi 81’ Palombi |

| Arbitro: | Longo (Cuneo) |

|  |           |                                        |
|  | Marcatori | 22’ Salaorni 54’ Dallagiacoma 68’ Boni |

| Villafranca di Verona 23 febbraio 2020, ore 14:30 CET 15ª giornata | Fortitudo Mozzecane | – Annullata | Roma CF | Stadio comunale |

| Villafranca di Verona 1º marzo 2020, ore 14:30 CET 16ª giornata | Fortitudo Mozzecane | – Annullata | Ravenna | Stadio comunale |

| Cittadella 22 marzo 2020, ore 14:30 CET 17ª giornata | Cittadella | – Annullata | Fortitudo Mozzecane | Antistadio Piercesare Tombolato |

| Villafranca di Verona 29 marzo 2020, ore 14:30 CET 18ª giornata | Fortitudo Mozzecane | – Annullata | Napoli | Stadio comunale |

| Dogana 19 aprile 2020, ore 15:00 CEST 19ª giornata | San Marino | – Annullata | Fortitudo Mozzecane | Campo sportivo di Dogana |

| Vittorio Veneto 26 aprile 2020, ore 15:00 CEST 20ª giornata | Vittorio Veneto | – Annullata | Fortitudo Mozzecane | Stadio Paolo Barison |

| Villafranca di Verona 10 maggio 2020, ore 15:00 CEST 21ª giornata | Fortitudo Mozzecane | – Annullata | Castelvecchio | Stadio comunale |

| Novi Ligure 17 maggio 2020, ore 15:00 CEST 22ª giornata | Novese | – Annullata | Fortitudo Mozzecane | Stadio Costante Girardengo |

### Coppa Italia
| Arbitro: | Ferrieri Caputi (Livorno) |

|                           |           |                        |
| Martani 38’, 67’ Boni 88’ | Marcatori | 40’ Tugnoli 87’ Codecà |

| Arbitro: | Diop (Treviglio) |

|              |           |                                         |
| Accoliti 18’ | Marcatori | 21’ Bertolotti 22’ Martani 41’ Carabott |

| Arbitro: | Sfira (Pordenone) |

|  |           |                                                                                        |
|  | Marcatori | 18’ Caruso 30’, 45’, 90’ Bragonzi 41’ Bellucci 57’ Salvai 58’ Maria Alves 85’ Giordano |

## Statistiche

### Statistiche di squadra
| Competizione | Punti       | In casa | In casa | In casa | In casa | In casa | In casa | In trasferta | In trasferta | In trasferta | In trasferta | In trasferta | In trasferta | Totale | Totale | Totale | Totale | Totale | Totale | DR |
| Competizione | Punti       | G       | V       | N       | P       | Gf      | Gs      | G            | V            | N            | P            | Gf           | Gs           | G      | V      | N      | P      | Gf     | Gs     | DR |
| ------------ | ----------- | ------- | ------- | ------- | ------- | ------- | ------- | ------------ | ------------ | ------------ | ------------ | ------------ | ------------ | ------ | ------ | ------ | ------ | ------ | ------ | -- |
| Serie B      | 20 (31,429) | 7       | 4       | 0       | 3       | 18      | 13      | 7            | 2            | 2            | 3            | 8            | 8            | 14     | 6      | 2      | 6      | 26     | 21     | +5 |
| Coppa Italia | -           | 2       | 1       | 0       | 1       | 3       | 10      | 1            | 1            | 0            | 0            | 3            | 1            | 3      | 2      | 0      | 1      | 6      | 11     | -5 |
| Totale       | -           | 9       | 5       | 0       | 4       | 21      | 23      | 8            | 3            | 2            | 3            | 11           | 9            | 17     | 8      | 2      | 7      | 32     | 32     | 0  |

### Andamento in campionato
| Giornata  | 1 | 2 | 3 | 4 | 5 | 6 | 7  | 8  | 9 | 10 | 11 | 12 | 13 | 14 | 15 | 16 | 17 | 18 | 19 | 20 | 21 | 22 |
| --------- | - | - | - | - | - | - | -- | -- | - | -- | -- | -- | -- | -- | -- | -- | -- | -- | -- | -- | -- | -- |
| Luogo     | C | T | C | T | T | C | T  | C  | C | T  | C  | T  | C  | T  | C  | C  | T  | C  | T  | T  | C  | T  |
| Risultato | V | P | P | N | P | V | P  | P  | V | N  | V  | V  | P  | V  | -  | -  | -  | -  | -  | -  | -  | -  |
| Posizione | 1 | 5 | 7 | 8 | 9 | 7 | 10 | 10 | 9 | 8  | 6  | 6  | 6  | 6  | 6  | 6  | -  | -  | -  | -  | -  | -  |

Legenda:

Luogo: C = Casa; T = Trasferta. Risultato: V = Vittoria; N = Pareggio; P = Sconfitta.

### Statistiche delle giocatrici
| Giocatore       | Serie B  | Serie B | Serie B     | Serie B    | Coppa Italia | Coppa Italia | Coppa Italia | Coppa Italia | Totale   | Totale | Totale      | Totale     |
| Giocatore       | Presenze | Reti    | Ammonizioni | Espulsioni | Presenze     | Reti         | Ammonizioni  | Espulsioni   | Presenze | Reti   | Ammonizioni | Espulsioni |
| --------------- | -------- | ------- | ----------- | ---------- | ------------ | ------------ | ------------ | ------------ | -------- | ------ | ----------- | ---------- |
| J. Asamoah      | -        | -       | -           | -          | -            | -            | -            | -            | -        | -      | -           | -          |
| A. Benincaso    | 7        | 0       | 1           | 0          | 3            | 0            | 0            | 0            | 10       | 0      | 1           | 0          |
| G. Bertolotti   | 12       | 1       | 0           | 0          | 3            | 2            | 0            | 0            | 15       | 3      | 0           | 0          |
| L. Bonfante     | 5        | 0       | 0           | 0          | 2            | 0            | 0            | 0            | 7        | 0      | 0           | 0          |
| V. Boni         | 13       | 6       | 0           | 0          | 2            | 1            | 0            | 0            | 15       | 7      | 0           | 0          |
| S. Bottigliero  | 0        | 0       | 0           | 0          | -            | -            | -            | -            | 0        | 0      | 0           | 0          |
| G. Caliari      | 14       | 0       | 2           | 0          | 1            | 0            | 0            | 0            | 15       | 0      | 2           | 0          |
| Z. Caneo        | 10       | 0       | 1           | 1          | 1            | 0            | 0            | 0            | 11       | 0      | 1           | 1          |
| Y. Carabott     | 10       | 1       | 0           | 0          | 2            | 1            | 0            | 0            | 12       | 2      | 0           | 0          |
| S. Carraro      | 14       | 1       | 1           | 0          | 1            | 0            | 0            | 0            | 15       | 1      | 1           | 0          |
| S. Dallagiacoma | 12       | 8       | 0           | 0          | 1            | 0            | 0            | 0            | 13       | 8      | 0           | 0          |
| G. Faccio       | 3        | 0       | 0           | 0          | 3            | 0            | 0            | 0            | 6        | 0      | 0           | 0          |
| L. Faccioli     | 12       | 0       | 2           | 0          | 1            | 0            | 0            | 0            | 13       | 0      | 2           | 0          |
| L. Malvezzi     | -        | -       | -           | -          | -            | -            | -            | -            | -        | -      | -           | -          |
| A. Martani      | 13       | 3       | 0           | 0          | 3            | 3            | 0            | 0            | 16       | 6      | 0           | 0          |
| D. Mascanzoni   | 14       | 4       | 1           | 0          | 1            | 0            | 0            | 0            | 15       | 4      | 1           | 0          |
| A. Mele         | -        | -       | -           | -          | -            | -            | -            | -            | -        | -      | -           | -          |
| C. Mele         | 8        | 0       | 0           | 0          | 3            | 0            | 0            | 0            | 11       | 0      | 0           | 0          |
| F. Olivieri     | 8        | -9      | 1           | 0          | 2            | -10          | 0            | 0            | 10       | -19    | 1           | 0          |
| C. Pavana       | 5        | 0       | 0           | 0          | 3            | 0            | 0            | 0            | 8        | 0      | 0           | 0          |
| A. Pecchini     | 13       | 0       | 1           | 0          | 2            | 0            | 0            | 0            | 15       | 0      | 1           | 0          |
| R. Peretti      | 13       | 1       | 0           | 0          | 1            | 0            | 0            | 0            | 14       | 1      | 0           | 0          |
| S. Rigon        | -        | -       | -           | -          | 1            | 0            | 0            | 0            | 1        | 0      | 0           | 0          |
| F. Salaorni     | 9        | 1       | 3           | 0          | 3            | 0            | 0            | 0            | 12       | 1      | 3           | 0          |
| M. Salvi        | 6        | -11     | 0           | 0          | 1            | -1           | 0            | 0            | 7        | -12    | 0           | 0          |
| S. Tardini      | 14       | 0       | 0           | 0          | 2            | 0            | 0            | 0            | 16       | 0      | 0           | 0          |